# Jack Horner
John Robert (Jack) Horner, född den 15 juni 1946 i Shelby i Montana, är en amerikansk paleontolog. Han fann och namngav Maiasaura, och lade då fram klara bevis för att dinosaurierna tog hand om sin avkomma. Tack vare sina många paleontologiska fynd har han arbetat som rådgivare för alla tre Jurassic Parkfilmer och till och med givit inspiration till filmernas huvudperson Alan Grant.
I mitten av 1970-talet fann Horner och hans partner Bob Makela i Montana en koloni av boplatser efter en ny dinosaurieart som de kallade Maiasaura, "god moderödla". De fann därmed de första dinosaurieäggen i Amerika, de första dinosaurieembryonen och inledde även en diskussion om dinosaurierna var sociala, byggde bon och tog hand om de sina. Det var i och med den upptäckten han började sin karriär som paleontolog. Horner namngav flera olika dinosauriearter och har två uppkallade efter sig själv: Achelousaurus horneri och Anasazisaurus horneri.
Hos paleontologer är Horner troligen mest känd för att ha ifrågasatt Tyrannosaurus rex som ett rovdjur och i stället lagt fram teorier om att den var en asätare. Andra carnivorer, såsom dromaeosauriderna, hade tänder anpassade för att skära i kött, långa framben och vassa klor på dessa som användes i jakten på bytesdjur. Tyrannosaurus däremot, säger Horner, hade för korta framben och benkrossande tänder. Detta publicerade Horner även i sitt program Valley of the T-Rex, då han argumenterar mot att Tyrannosaurus kan ha varit jägare. 2000 fann Horner grupp fem tyrannosaurieindivider, och tre till sommaren därpå, inklusive en som var till och med större än individen som har fått smeknamnet "Sue".

## Historia
Horner föddes och växte upp i Shelby i Montana. Redan som ung var han intresserad av dinosaurier och han fann sitt första dinosauriefossil då han var åtta år gammal. Han gick på University of Montana i sju år. Han läste under den tiden geologi och zoologi. Horner hade dyslexi, vilket var ett hinder, men bara han tänkte på vetenskap så kunde han klara av det. Han arbetade på Princeton University och han tillbringade även två år i specialstyrkorna i United States Marine Corps under Vietnamkriget. Trots att han aldrig avslutade en formell grad tilldelade University of Montana honom med ett vetenskapligt hedersdoktorat 1986. Samma år tilldelades han även det prestigefyllda MacArthur Fellowship.
Horner är troligen mest känd utanför paleontologernas kretsar för sin roll som teknisk rådgivare för alla Jurassic Park-filmerna. Trots hans råd existerar det vissa felaktigheter som kan tillskrivas konstnärliga friheter hos dem som gjorde filmerna.
Horner har publicerat mer än etthundra vetenskapliga studier, sex populära böcker och ett antal publicerade artiklar. Han var också med av upptäckten av mjuk vävnad hos ett tyrannosauriefossil 2005. För närvarande är han intendent i paleontologi på Museum of the Rockies och lärare vid Montana State University i Bozeman, Montana.